# 籾井教業
籾井 教業（もみい のりなり）は、戦国時代から安土桃山時代にかけての武将。波多野氏の家臣。丹波国籾井城主。越中守。「丹波の赤鬼」こと荻野直正と並び「青鬼」と呼ばれたとされるが、実在には疑問もある。

## 生涯
籾井氏は丹波国多紀郡籾井（現在の兵庫県丹波篠山市福住）を本拠とした国人で、京都に向かう京街道と摂津国に向かう摂津街道とが交わる要衝となる、同地の籾井城を居城とした。多紀郡八上城を拠点とする波多野氏の有力被官であったと推測される。
天正3年（1575年）より丹波攻略を開始した織田信長家臣・明智光秀によって、天正5年（1577年）11月、籾井城は攻められ落城するが、この時討死した籾井城主が教業ともいわれる。
教業は、織田氏の丹波侵攻より前に波多野秀尚が桑田郡・船井郡の支配のため亀山城（京都府亀岡市）に入った際、それを後見したとされる。また、織田軍を破った教業はその勇猛さから「丹波の青鬼」と呼ばれ、赤鬼・荻野直正と並び敵に恐れられたという。
しかし、教業にまつわるこれらの話は波多野氏の旧臣らが書き残したという『籾井家日記』などの文献に基づいており、事実に反することも書かれている『籾井家日記』は、いわゆる読み物であって史書ではないと評されている。
また、最後の籾井城主は当時25歳の籾井下野守綱利ともされている。